# Penn (Buckinghamshire)
Pour les articles homonymes, voir Penn.
Penn est une paroisse civile et un village du Buckinghamshire, en Angleterre.